# Wilbur L. Adams

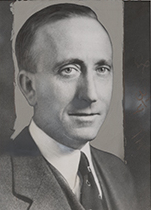
Wilbur L. Adams

Wilbur Louis Adams (* 23. Oktober 1884 in Georgetown, Delaware; † 4. Dezember 1937 in Lewes, Delaware) war ein US-amerikanischer Politiker. Zwischen 1933 und 1935 vertrat er den Bundesstaat Delaware im US-Repräsentantenhaus.

## Werdegang
Nach der Grundschule besuchte Wilbur Adams das Delaware College in Newark und das Dickinson College in Carlisle (Pennsylvania). Nach einem Jurastudium an der University of Pennsylvania und seiner im Jahr 1907 erfolgten Zulassung als Rechtsanwalt begann Adams in Wilmington in seinem neuen Beruf zu praktizieren.
Adams war Mitglied der Demokratischen Partei. Im Jahr 1924 kandidierte er erfolglos für das Amt des Attorney General von Delaware. 1932 wurde er in das US-Repräsentantenhaus gewählt, wo er am 4. März 1933 den Republikaner Robert G. Houston ablöste. Da er im Jahr 1934 auf eine erneute Kandidatur verzichtete, konnte Adams bis zum 3. Januar 1935 nur eine Legislaturperiode im Kongress absolvieren.
Bei den gleichen Wahlen im Jahr 1934 kandidierte Adams erfolglos gegen John G. Townsend für den  US-Senat. Danach zog er sich aus der Politik zurück und arbeitete wieder als Rechtsanwalt. Vorübergehend war er noch amtierender Posthalter in Georgetown. Wilbur Adams starb 1937 in Lewes und wurde in Georgetown beigesetzt.